# Radiation Oncology
Radiation Oncology, abgekürzt Radiat. Oncol. ist eine wissenschaftliche Fachzeitschrift, die vom Biomed Central-Verlag veröffentlicht wird. Die Zeitschrift erscheint ausschließlich online. Es werden Arbeiten zur strahlentherapeutischen Forschung veröffentlicht.
Der Impact Factor lag im Jahr 2015 bei 2,466. Nach der Statistik des ISI Web of Knowledge wird das Journal mit diesem Impact Factor in der Kategorie Onkologie an 132. Stelle von 213 Zeitschriften und in der Kategorie Radiologie, Nuklearmedizin und medizinische Bildgebung an 40. Stelle von 125 Zeitschriften geführt.